# موزه دوربین
موزه دوربین (مالایی: Muzium Kamera) یک موزه در جرج تاون، ایالت پنانگ، مالزی است.

## پیشینه
موزه در ۳۱ اوت سال ۲۰۱۳ فعالیت خود را آغاز نمود و در ۹ اکتبر ۲۰۱۳ توسط وزیر اعظم پنانگ، لیم گوان انگ مراسم مربوط به شروع فعالیتش اجرا گردید.

## سبک معماری
موزه در یک سکونتگاه فروشگاهی دو طبقه با مساحت ۳۲۵ متر مربع قرار گرفته است، که به سه بخش تاریک‌خانه، اتاقک تاریک و پینهول روم تقسیم شده است. همچنین دارای یک کافی شاپ و فروشگاه سوغات یادگاری است.

## نمایشگاه
موزه تا ۱٬۰۰۰ عدد دوربین قدیمی و لوازم متعلق به آنها را به نمایش گذاشته است.

## رویدادها
موزه به‌طور منظم رویدادهای ماهانه نمایشگاهی و جشنواره ای را برگزار می‌کند.